# 석성동헌 탱자나무
석성동헌 탱자나무는 충청남도 부여군 석성면에 있다. 2006년 12월 29일 부여군의 향토문화유산 제85호로 지정되었다.

## 개요
부여군 보호수 제116호로 지정관리되고 있는 자연문화재로서 석성동헌이 인조 6년에 중수한 것으로 되어 있고 탱자나무 년대가 370년 정도이어서 역사적으로 밀접한 관련이 있는 것으로 여겨지며 탱자나무 노거수는 전국적으로 매우 희귀하다.

## 같이 보기
- 부여 석성동헌 - 충청남도 유형문화재 제124호